# Mångfärgad busktörnskata
Mångfärgad busktörnskata (Chlorophoneus multicolor) är en fågel i familjen busktörnskator inom ordningen tättingar.

## Utbredning och systematik
Mångfärgad busktörnskata delas in i tre underarter med följande utbredning:
- C. m. multicolor – sydvästra Mali och Sierra Leone till Kamerun
- C. m. batesi – södra Kamerun och Gabon till Rwanda, västra Uganda och Angola
- C. m. graueri – höglänta områden i östra Demokratiska republiken Kongo till sydvästra Uganda och Rwanda

## Status och hot
Arten har ett stort utbredningsområde, men tros minska i antal, dock inte tillräckligt kraftigt för att den ska betraktas som hotad. Internationella naturvårdsunionen IUCN listar arten som livskraftig (LC).